# Association des Etats Généraux des Etudiants de l’Europe
| AEGEE – European Students’ Forum   |                       |
| Sitz                               | Paris, Frankreich     |
| Sitz des Comité Directeur          | Brüssel, Belgien      |
| Gründungsjahr                      | 1985                  |
| Amtssprache                        | Englisch, Französisch |
| Präsident                          | Filip Brunclik        |
| Vizepräsidentin                    | Stanislava Stefanova  |
| Schatzmeister (Financial Director) | Elisa Löwe            |

Die Association des États Généraux des Étudiants de l’Europe (AEGEE, auch bekannt als Europäisches Studierendenforum bzw. European Students’ Forum) ist der größte interdisziplinäre Studentenverband Europas.
Der Verein mit Sitz in Brüssel wurde 1985 von Studierenden in Paris gegründet und stellt inzwischen ein Netzwerk dar, welches sich über ganz Europa erstreckt und aus etwa 13.000 Mitgliedern in rund 200 lokalen Gruppen („Antennen“) in Hochschulstädten 40 europäischer Länder besteht. Der Zentrale hat Beraterstatus beim Europarat und der UNO sowie Handlungsstatus bei der UNESCO.
Der Verein steht laut Selbstverständnis für ein vereinigtes Europa sowie für grenzüberschreitende Zusammenarbeit, Kommunikation und Integration. Er verzichtet insoweit bewusst auf nationale Strukturen und ist an keine wissenschaftliche Fakultät, Konfession oder politische Partei gebunden.

## Geschichte
Der Verein wurde 1985 als EGEE („États Généraux des Étudiants de l’Europe“) auf der EGEE-Konferenz gegründet, an der Studierende aus Paris, Leiden, London, Madrid, Mailand und München teilnahmen. Die Konferenz wurde unter anderem von Franck Biancheri organisiert. EGEE konnte 1987 den damaligen französischen Präsident François Mitterrand für eine Unterstützung des ERASMUS-Programms gewinnen. Dieses wurde später zu einem erfolgreichen europäischen Austauschprogramm.
1988 wechselte die Organisation den Namen zu AEGEE. Zum ersten Mal fand das Projekt „Summer University“ statt. Der Verein verlegte 1995 seinen Sitz nach Brüssel. Mit AEGEE-Ankara wurde im selben Jahr die erste Antenne gegründet, die geographisch in Asien liegt. 1998 besucht AEGEE zum ersten Mal die Republik Zypern. 2001 wurde AEGEE-Magusa (Famagusta) gegründet.
In den Jahren 2001 und 2002 organisierte die Organisation mehrere Projekte, die Frieden und Stabilität in Südosteuropa und dem Mittelmeer thematisierten. 2003 besuchte AEGEE zum ersten Mal den Kaukasus im Rahmen eines Case Study Trips. Im selben Jahr organisierte AEGEE-Europe eine Konferenz in der Pufferzone in Nikosia (Zypern).
Auch in Georgien, Armenien und Aserbaidschan existieren Gruppen.

## Struktur

### Europäische und lokale Ebene
Der Verein gliedert sich im Wesentlichen in zwei Ebenen, die europäische Ebene, dargestellt durch AEGEE-Europe mit dem europäischen Vorstand und verschiedener Kommissionen, Arbeitsgruppen und internationaler Projekten, sowie die lokale Ebene der einzelnen, rechtlich selbständigen Gruppen („Antennen“ oder auch „Locals“ genannt).
Auf nationale Dach- oder Unterverbände oder sonstige nationale Strukturen wurde verzichtet, da dies als dem Gedanken einer von physischen und mentalen Grenzen befreiten Völkerverständigung zuwiderlaufend empfunden wurde.

### Agora
Die Agora (abgeleitet von griech. „Marktplatz“) ist die Vollversammlung von AEGEE. Sie findet zweimal im Jahr, normalerweise im April („Spring Agora“) und im Oktober („Fall Agora“), an ständig wechselnden Orten in Europa statt. Je nach den Kapazitäten des veranstaltenden Locals nehmen bis zu 1000 Mitglieder daran teil.
Die Agora ist das einzige beschlussfassende Organ des Verbandes. Neben politischen Diskussionen werden hier die Statuten geändert und Wahlen abgehalten. Der Vorstand von AEGEE-Europe, das Comité Directeur, muss sich gegenüber der Agora für seine Entscheidungen sowie für das Budget von AEGEE-Europe verantworten. Zusätzlich werden den Teilnehmern Workshops zu verschiedenen Themen angeboten.
Teilnehmer sind Repräsentanten der lokalen Gruppen und der verschiedenen Organe innerhalb von AEGEE-Europe. Je nach ihrem Status sind sie mit verschiedenen Rechten und Pflichten versehen. So haben z. B. nur Delegates Stimmrecht, und nur Delegates und Envoys haben Rederecht im Plenum.

### Comité Directeur
Das Comité Directeur (CD) ist der Vorstand von AEGEE-Europe und besteht aus bis zu sieben gewählten Mitgliedern. Dieses sind neben dem Präsidenten, dem Generalsekretär und dem Schatzmeister noch vier allgemeine Vorstandsmitglieder, die das Netzwerk administrieren und politische Entscheidungen treffen.

### Antennen nach Ländern
- Albanien
- Armenien
- Aserbaidschan
- Belgien
- Bosnien und Herzegowina
- Bulgarien
- Estland
- Finnland
- Frankreich
- Georgien
- Griechenland
- Italien
- Kroatien
- Lettland
- Mazedonien
- Moldawien
- Montenegro
- Österreich
- Polen
- Portugal
- Rumänien
- Russland
- Slowakei
- Slowenien
- Spanien
- Schweden
- Tschechien
- Türkei
- Ukraine
- Ungarn
- Vereinigtes Königreich
- Weißrussland

## Aktivitäten
Der Verein hat vier Tätigkeitsfelder:
- Aktive Zivilgesellschaft (Active Citizenship)
- Akademische Bildung (Higher Education)
- Frieden und Stabilität (Peace and Stability)
- Kultureller Austausch (Cultural Exchange)

### Aktive Zivilgesellschaft
Der Verein ist eine unabhängige, überparteiliche Organisation, die eng mit Regierungen, Institutionen und anderen NGOs zusammen arbeitet. AEGEE sieht sich auf jeder Ebene als eine politische Stimme für seine Mitglieder. Innerhalb des Netzwerkes werden Veranstaltungen zu verschiedensten Themen organisiert, deren Ergebnisse dann unter anderem für Lobbyarbeit bei europäischen Organisationen Verwendung finden.

### Akademische Bildung
Der Verein besteht aus Studierenden, die sich für eine europäische Dimension in der akademischen Bildung starkmachen. AEGEE unterstützt nicht nur studentische Mobilität, sondern auch das Erlernen von Sprachen und die internationale Kooperation auf akademischer Ebene. Außerdem drängt der Verein auf die Weiterentwicklung der europäischen Bildungsprogramme, wie zum Beispiel ERASMUS.

### Frieden und Stabilität
Der Verein fördert und ermutigt die Verbreitung von demokratischen Idealen, Toleranz, Aufgeschlossenheit und gegenseitigem Verständnis zwischen jungen Menschen in Konfliktgebieten und leistet damit einen Beitrag zur Konfliktlösung auf dem Balkan, im Kaukasus, auf Zypern und zwischen Griechen und Türken. Beispielsweise organisiert der Verein regelmäßig Konferenzen und andere Events zu diesem Thema.

### Kultureller Austausch
Die Förderung von Respekt und Wertschätzung zwischen Studierenden verschiedener europäischer Kulturen ist der Kern des Vereins. Es sieht dieses Themengebiet als einen zentralen Punkt europäischer Integration, in dem Glauben, dass Integration niemals von oben nach unten verordnet werden kann, sondern aus innereuropäischem Völkerverständnis heraus entstehen muss. Innerhalb des Netzwerkes werden jedes Jahr eine Vielzahl von Austauschprojekten realisiert.